# 菊池容斎

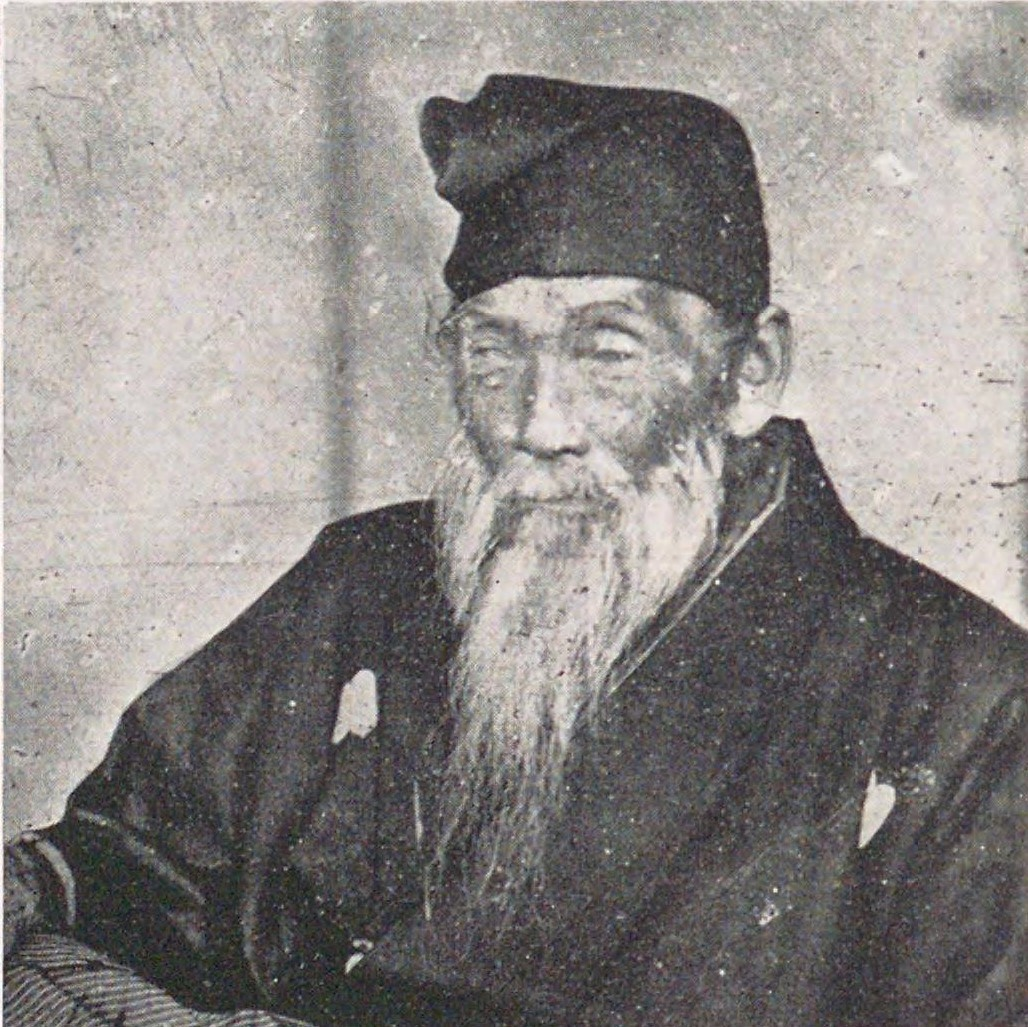
菊池容斎

菊池 容斎（きくち ようさい、1788年11月28日〈天明8年11月1日〉 - 1878年〈明治11年〉6月16日）は、江戸時代後期から、明治時代初頭にかけての絵師。『前賢故実』の作者として知られ、同書を通じ、後進の日本画家や浮世絵師をはじめ明治以降の日本文化の担い手に影響を及ぼした。

## 生涯

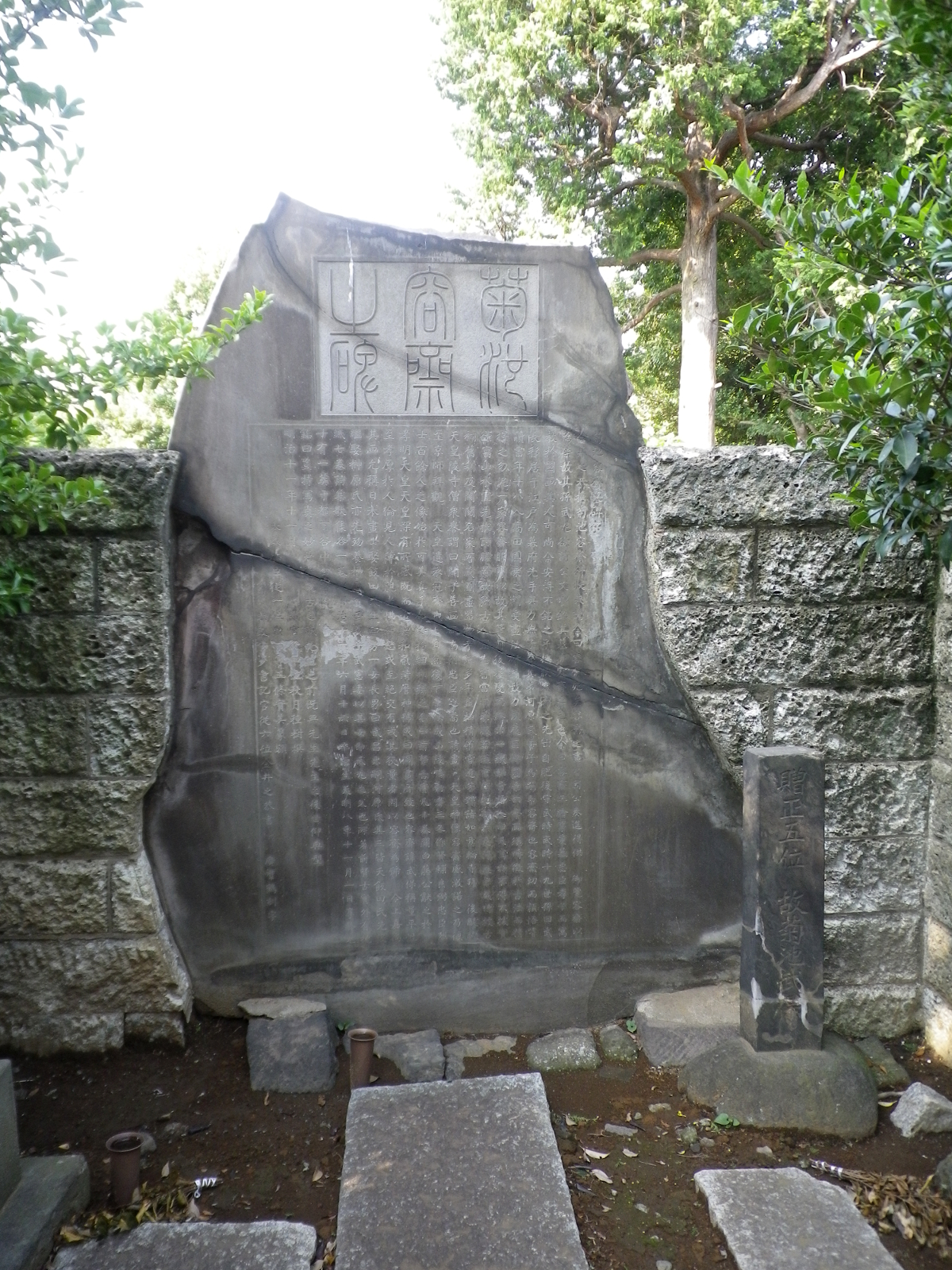
谷中霊園にある菊池容斎の墓

旧姓は河原。本名は量平または武保。
幕府西丸の御徒・河原専蔵武吉の次男として、江戸下谷長者町で生まれた。父は菊池家から養子に来た人であったが、系図によると南朝遺臣の菊池武時の後裔であるという。15歳の時に早世した兄に代わって河原家を嗣いでいたが、28歳の時に父の生家が断絶し、量平はこの名家が廃されるのを惜しみ、妹に婿養子を迎えて河原家を嗣がせたのち38歳で致仕し、菊池武長の後を継いで菊池家を再興した。菊池武保と名乗るのはそれからである。「容斎」という号は、厳格さのあまり他人を容赦しない、自分の性質を戒めるためにつけたという。
1805年（文化2年）に高田円乗に師事し、様々な流派の画風を学ぶ。円乗の死後は師につかず、その教えを守り流派にこだわらずにその長所をとることに努めた。旗本久貝正典の財政援助を得て「阿房宮兵燹の図」「呂后斬戚夫人図」などの大作を描いた。学問上の知己として羽倉簡堂がいる。1825年（文政8年）に西丸御徒勤めを辞して、作画が本格化したとみられる。
1877年（明治10年）の第一回内国勧業博覧会に出品し、最高の竜紋褒賞を授与された。
1928年（昭和3年）、正五位を追贈された。

## 『前賢故実』

『前賢故実』中の源義経

1827年（文政10年）から京や大和に5年ほど滞在し、円山四条派や土佐派、浮世絵を学び、有職故実や古器物の研究を行う。この時の成果が、1868年（明治元年）に版行完結した『前賢故実』全10巻である（以下、『故実』）。
神代から、南北朝時代に至る、571人の公家・貴族・僧・武士・女房らの小伝と、史実や有職故実に則った装束を身にした姿を一丁（見開き2ページ）に描いた。
孝明天皇・明治天皇に『故実』が献上され、1875年（明治8年）に「日本画士」の称号を拝命する。

## 門人と後代への影響

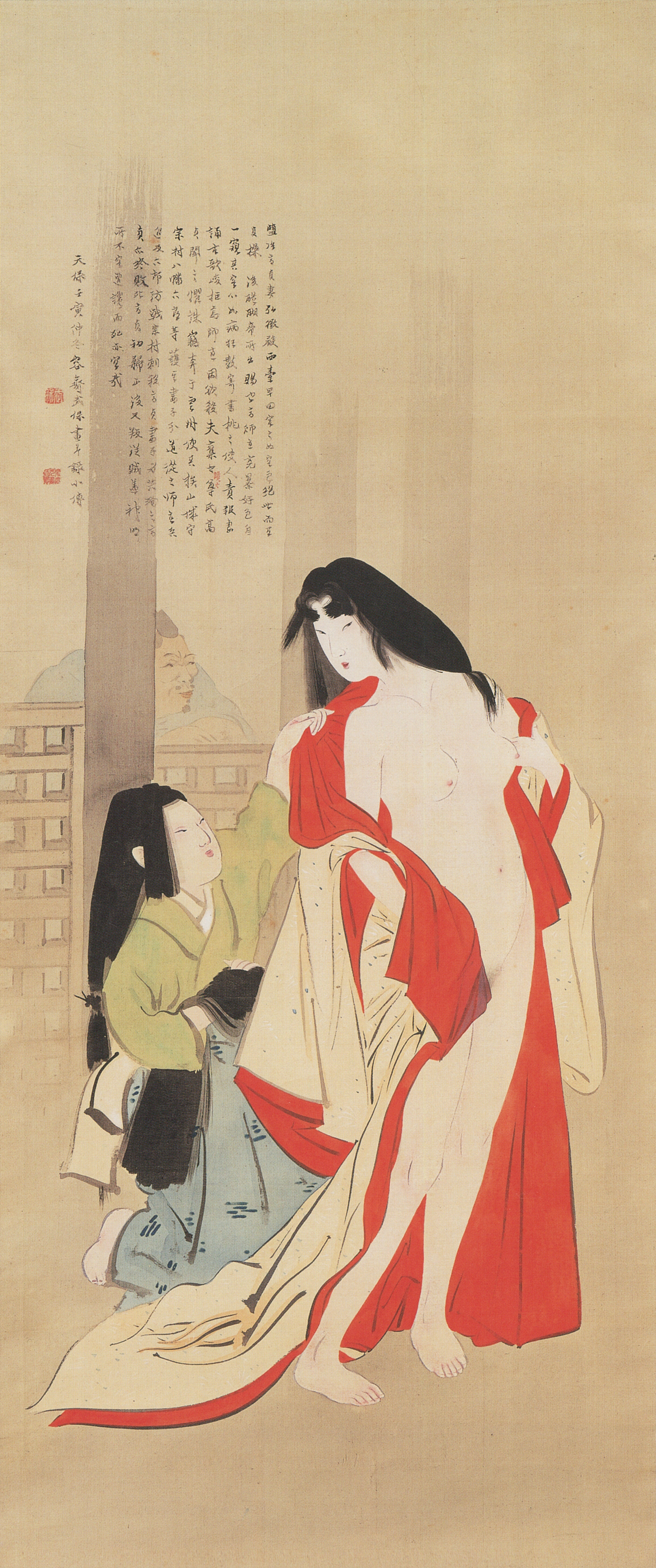
『塩谷高貞妻出浴之図』（1842年、福富太郎コレクション）

容斎の門人として、松本楓湖、渡辺省亭、鈴木華邨、三島蕉窓など、私淑した画家として梶田半古、尾形月耕らがいる。
省亭によると、容斎は、円乗に師事した経験から、門人に粉本（ふんぽん。手本帖）を写させることはせず、好きに描かせ、出来上がったものに対して意見を述べたという。
後世への影響は、弟子の育成よりも『前賢故実』によるところが大きい。明治10年代半ばから30年代にかけて、政府の皇民化政策、及び伝統品輸出振興策の結果として、歴史画が盛んに描かれるようになると、多くの絵師が『前賢故実』を引用した。
上述の日本画家の他にも、小堀鞆音や、大蘇(月岡)芳年・小林清親等の浮世絵師、本多錦吉郎・原撫松等の洋画家に加え、生人形師の松本喜三郎、写真師の北庭筑波、講釈師松林伯円も『前賢故実』を参考にしている。
半古は弟子に『前賢故実』を書写させ、小林古径や前田青邨といった歴史画家を生むこととなる。

## 代表作
| 作品名                     | 技法         | 形状・員数 | 寸法（縦x横cm）     | 所有者                     | 年代                             | 款記                            | 印章                                     | 備考 |
| -------------------------- | ------------ | ---------- | ------------------- | -------------------------- | -------------------------------- | ------------------------------- | ---------------------------------------- | --- |
| 海野北窓像                 | 絹本著色     | 1幅        | 94.6x43.7           | 東京藝術大学大学美術館     | 1824年（文政7年）                | 「文政甲申閏八月 容斎河原保」   | 「容斎」朱文方印・「武保」白文方印       | 像主の海野北窓については不明。 |
| 蘭亭曲水図                 |              |            |                     | 福富太郎旧蔵               | 1827年（文政10年）               |                                 |                                          | |
| 五百羅漢図                 | 絹本著色     | 1幅        |                     | 奈良県立美術館             | 1827年（文政10年）               |                                 |                                          | |
| 林和靖図                   | 紙本墨画淡彩 | 襖4面      |                     | 世田谷区立郷土資料館       | 1827-33年（文政10-16年）         | 「容斎河原画」                  |                                          | 容斎最初の妻・コウの実家である用賀村名主・飯田家に伝わった襖絵 |
| 観音経絵巻                 |              | 2巻        |                     | フランス国立図書館         | 1838年（天保9年）                |                                 |                                          | 中村仏庵の依頼で制作されたが、生前に完成出来なかった作品 |
| 馮昭儀当逸熊図             | 絹本著色     | 1幅        |                     | 静嘉堂文庫美術館           | 1841年（天保12年）               |                                 |                                          | |
| 塩冶高貞妻出浴之図         | 絹本著色     | 1幅        | 98.6x41.4           | 福富太郎コレクション資料室 | 1842年（天保13年）               |                                 |                                          | |
| 呂后斬戚夫人図             | 絹本著色     | 1幅        | 215.9x166.5         | 静嘉堂文庫美術館           | 1843年9月10日（天保14年8月17日） | 「癸卯仲秋望後二日 容斎逸人画」 | 「容斎」朱文方印・「武保」白文方印       | |
| 阿房宮図                   | 絹本著色     | 1幅        | 161.1x110.4         | 静嘉堂文庫美術館           | 天保年間                         |                                 |                                          | 本図は、大目付まで務めた幕臣久貝正典の依頼で描かれた（蔵書家・新井政毅の箱書きより）。久貝は容斎が貧困にあえいでいた際、資金援助をしたという。静嘉堂所蔵の容斎作品3点は、明治20年前半には岩崎弥之助のコレクションとなった。 |
| 宇治川真景図               | 絹本著色     | 1幅        | 41.0x56.4           | ベルリン東洋美術館         | 1843年（天保14年）               | 「癸卯晩秋 容斎逸士」           |                                          | |
| 桜図                       | 絹本著色     | 1幅        | 86.0x175.2          | 泉屋博古館分館             | 1847年（弘化4年）                | 「丁未暮春 容齋逸士」           | 「雲水无盡庵」朱文方印                   | |
| 蒙古襲来図                 | 紙本墨画淡彩 | 1幅        | 222.3x140.0         | 東京国立博物館             | 1847年（弘化4年）                |                                 |                                          | |
| 堀川夜討図                 | 板金地著色   | 絵馬1面    | 179.0x256.3（額面） | 浅草寺                     | 1848年（嘉永元年）               | 「容斎逸士」                    | 「菊池武保」白文方印・「定卿氏」朱文方印 | 重要美術品 |
| 九相図                     | 紙本著色     | 1幅        | 116.5x53.7          | ボストン美術館             | 1848年（嘉永元年）               |                                 |                                          | |
| 関ヶ原合戦図屏風           | 紙本金地著色 | 六曲一双   | 97.5x229.0（各）    | 敦賀市立博物館             | 1854年（安政元年）               | 「甲寅蒲月容斎逸士」（各）      | 「容斎」朱文方印（各）                   | |
| 蒙古襲来之図               | 絹本淡彩     | 1幅        | 161.2x83.2          | 静岡県立美術館             | 1862年（文久2年）                |                                 |                                          | |
| 安政大地震 お救小屋の図    |              | 1幅        | 121.0x55.6          | 東京都江戸東京博物館       | 1872年（明治5年）                |                                 |                                          | |
| 鼠狐言帰図巻               | 紙本著色     | 1巻        | 23.9x617.3          | 泉屋博古館                 | 1872年（明治5年）                |                                 |                                          | |
| 十六羅漢図                 | 絹本著色     | 1幅        | 144.2x70.4          | 練馬区立美術館             | 1876年（明治9年）                |                                 |                                          | |
| 和気清麿図                 |              | 1幅        | 108.1x54.5          | 東京国立博物館             | 1847年（弘化4年）                |                                 |                                          | |
| 大塩平八郎像               |              | 1幅        | 55.5x35.3           | 東北大学附属図書館         |                                  |                                 |                                          | [ 21 ] |
| 新田義貞・伊賀局図         | 絹本著色     | 双幅       |                     | 永青文庫                   |                                  | 各幅に「容斎」                  |                                          | |
| 義光逢時元図・義家見雁之図 | 絹本著色     | 双幅       |                     | 中野区立歴史民俗資料館     |                                  |                                 |                                          | 中野区登録有形文化財（堀江家資料） |
| 貞観園貞観堂二之間障壁画   |              |            |                     |                            |                                  |                                 |                                          | [ 注釈 11 ] |

## ギャラリー

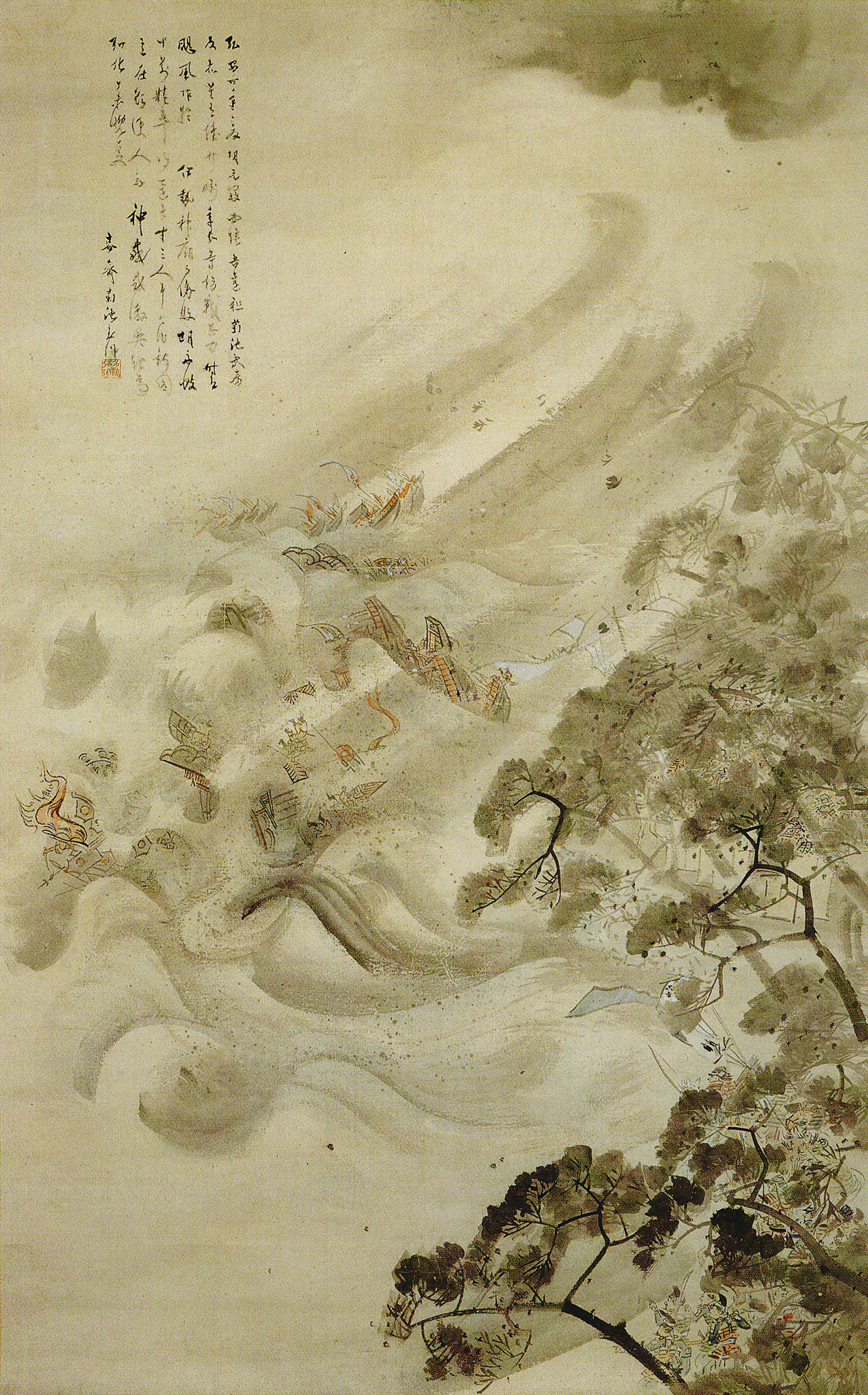
『蒙古襲来図』。東京国立博物所蔵。江戸時代・1847年（弘化4年）
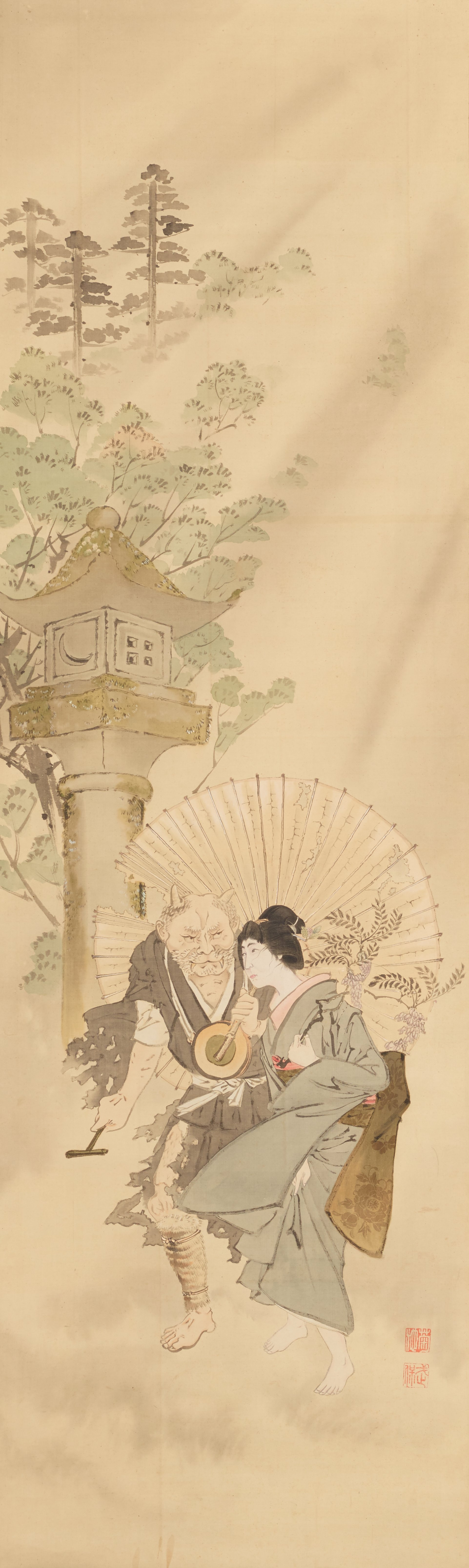
『藤娘と道を行く鬼』（仮訳）。ミネアポリス美術館。
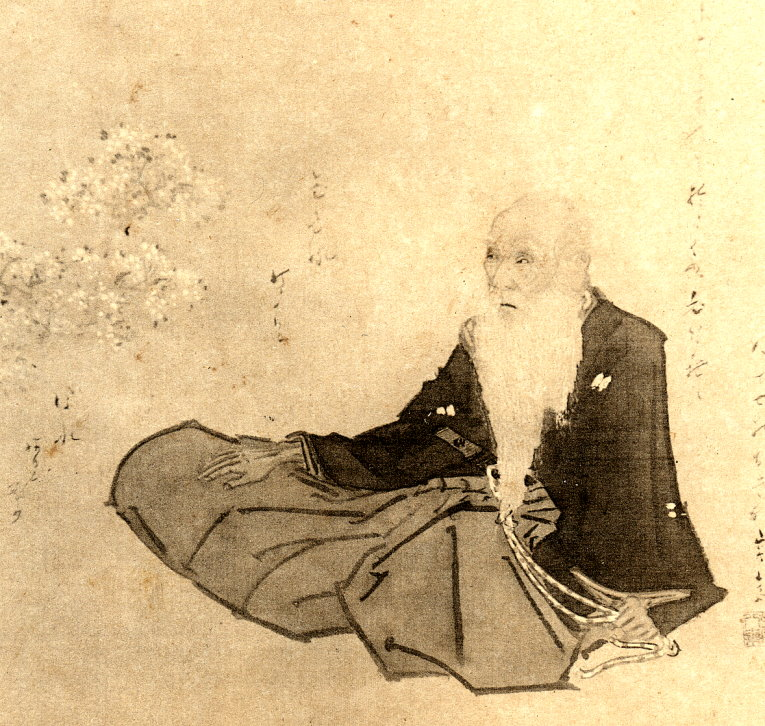
自画像。1856年/57年。